# All I Want (for Christmas)
Pour les articles homonymes, voir All I Want for Christmas et All I Want.
Ne doit pas être confondu avec All I Want for Christmas Is You.
Singles de Liam Payne
Stack It Up
(2019) Live Forever
(2019)
All I Want (For Christmas) est une chanson du chanteur britannique Liam Payne, sortie le 25 octobre 2019 chez Capitol Records et apparaissant sur l'album LP1.

## Clip
Un clip accompagnant la sortie du single est diffusé sur YouTube le 29 novembre 2019,.